# Ptochophyle devia
Ptochophyle devia är en fjärilsart som beskrevs av Louis Beethoven Prout 1938. Ptochophyle devia ingår i släktet Ptochophyle och familjen mätare. Inga underarter finns listade.